# Chaetomitrium setosum
Chaetomitrium setosum là một loài Rêu trong họ Hookeriaceae. Loài này được Broth. ex Dixon mô tả khoa học đầu tiên năm 1924.